# هاگستورم
هاگستورم (انگلیسی: Hagström) شرکت تجهیزات موسیقی سوئدی است، که در سال ۱۹۲۵ تأسیس شد.